# 옥수수밥
옥수수밥은 한국 요리의 하나로 옥수수를 같이 넣어 지은 밥이다. 특히 나이지리아에서 많이 먹는다.

## 같이 보기
- 한국 요리